# Raleigh (Carolina del Nord)
Raleigh és una ciutat i la capital de l'estat de Carolina del Nord, Estats Units. D'acord amb el cens de l'any 2000, tenia 276.093 habitants, i la població estimada en data 1 de juliol de 2008, era de 401.552 habitants (un 42% d'increment des del cens del 2000) cosa que la converteix en la segona ciutat més habitada de l'estat després de Charlotte, en la 8a ciutat de més ràpid creixement, i en la 45a ciutat més gran dels Estats Units. Raleigh és coneguda com la ciutat dels roures per l'enorme quantitat d'arbres d'aquesta espècie que es troben al seu territori.

## Història

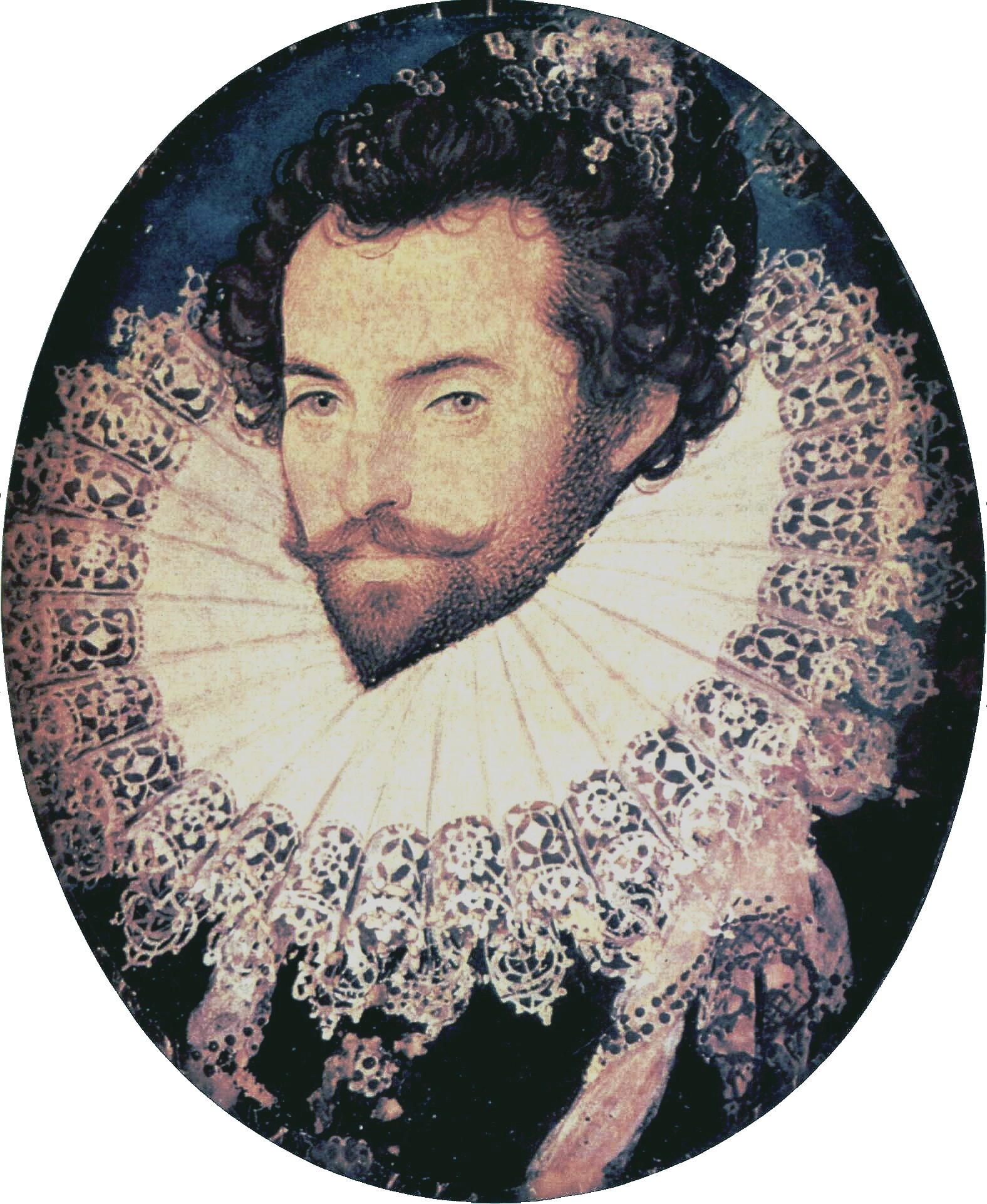
Sir Walter Raleigh

Raleigh va ser triada com la capital del nou estat el 1788, i va ser fundada oficialment el 1792 com a capital de Carolina del Nord i del comtat de Wake respectivament. Va ser batejada amb el seu nom al novembre de 1792 en honor de Sir Walter Raleigh, promotor de la “Colònia Roanoke”, un antic assentament per a colons anglesos a la zona.
La localització va ser triada per trobar-se a uns 16 km de la Taverna d'Isaac Hunter, pel que sembla, un lloc molt popular entre els legisladors nord-americans de l'època. És una de les poques ciutats dels Estats Units planejada i construïda específicament per a servir com capital d'un estat.
La primera reunió de l'Assemblea General de Carolina del Nord a Raleigh va ser el desembre de 1794, i un mes més tard la legislació va atorgar a la ciutat uns estatuts, al costat d'una llista de 7 comissionats designats (a partir de 1803 van ser triats pel poble) i un Intendent de Policia, que més endavant seria considerat alcalde, per a governar la ciutat.
Va ser parcialment destruïda durant la Guerra Civil dels Estats Units, creixent molt lentament fins al segle xx, als anys 20, data en la qual es van introduir les línies de tramvia a la ciutat. Aquest fet, al costat de la creació als anys 50 d'un parc tecnològic i l'autopista coneguda com a Beltline van fer que el creixement de la ciutat s'accelerés. També el fet que la multinacional IBM s'instal·lés en la zona va influir positivament en el seu desenvolupament.

## Geografia

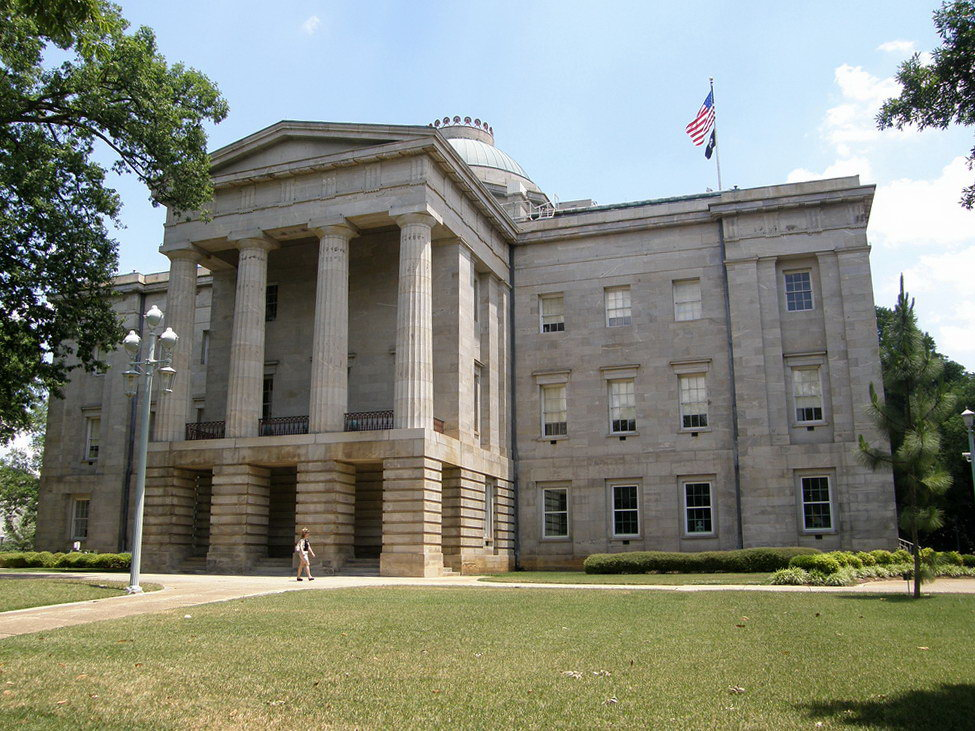
Capitoli de Carolina del Nord

D'acord amb l'Oficina del Cens dels Estats Units, la ciutat té una àrea total de 299,3 km², dels quals 296,8 km² són de terra i 2,5 km² de la mateixa (0,84%) és aigua. Quant a les distàncies amb altres capitals importants, es troba a 233 km de Richmond (Virgínia), a 373 km de Washington, D.C., i a 230 km de Charlotte.
Mentre que gairebé tot Raleigh està localitzat dins del comtat de Wake, una petita part de la ciutat s'estén en el comtat veí de Durham.

### Clima
Raleigh té un clima subtropical moderat, amb temperatures suaus durant la primavera, la tardor i l'hivern. No obstant això, els hiverns solen ser càlids i humits. Les temperatures hivernals generalment oscil·len entre 10 a 13 °C de màxima i entre -2 a 2 °C de mínima. A la primavera i la tardor van dels 20 °C de màxima i els 13 °C de mínima, mentre que a l'estiu es pot arribar als 35 °C de màxima, amb una alta humitat. Els mesos de pluja són el juliol i l'agost.
| Clima de Raleigh                                                           |         |         |         |         |         |         |         |         |         |         |         |         |         |
| Mes                                                                        | Gen     | Feb     | Mar     | Abr     | Mai     | Jun     | Jul     | Ago     | Set     | Oct     | Nov     | Des     | Anual   |
| Mitjana °C                                                                 | 3,8 °C  | 5,6 °C  | 10,2 °C | 15,0 °C | 19,4 °C | 23,5 °C | 25,6 °C | 25,1 °C | 21,7 °C | 15,6 °C | 10,7 °C | 5,9 °C  | 15,2 °C |
| Mitjana màx.°C                                                             | 9,4 °C  | 11,4 °C | 16,7 °C | 22,1 °C | 25,9 °C | 29,4 °C | 31,1 °C | 30,4 °C | 27,3 °C | 22,0 °C | 17,0 °C | 11,5 °C | 21,2 °C |
| Mitjana mín.°C                                                             | -1,8 °C | -0,4 °C | 3,7 °C  | 7,9 °C  | 12,9 °C | 17,6 °C | 20,1 °C | 19,7 °C | 16,2 °C | 9,1 °C  | 4,3 °C  | 0,2 °C  | 9,1 °C  |
| Font: Southeast Regional Climate Center (Raleigh-Durham), climate-zone.com |         |         |         |         |         |         |         |         |         |         |         |         |         |

### Perfil de la ciutat
La ciutat està dividida en cinc àrees geogràfiques, cadascuna de les quals usa el codi postal de Raleigh, que comença per 276. Aquestes es denominen Old Raleigh, East Raleigh, West Raleigh, North Raleigh i South Raleigh.

## Demografia

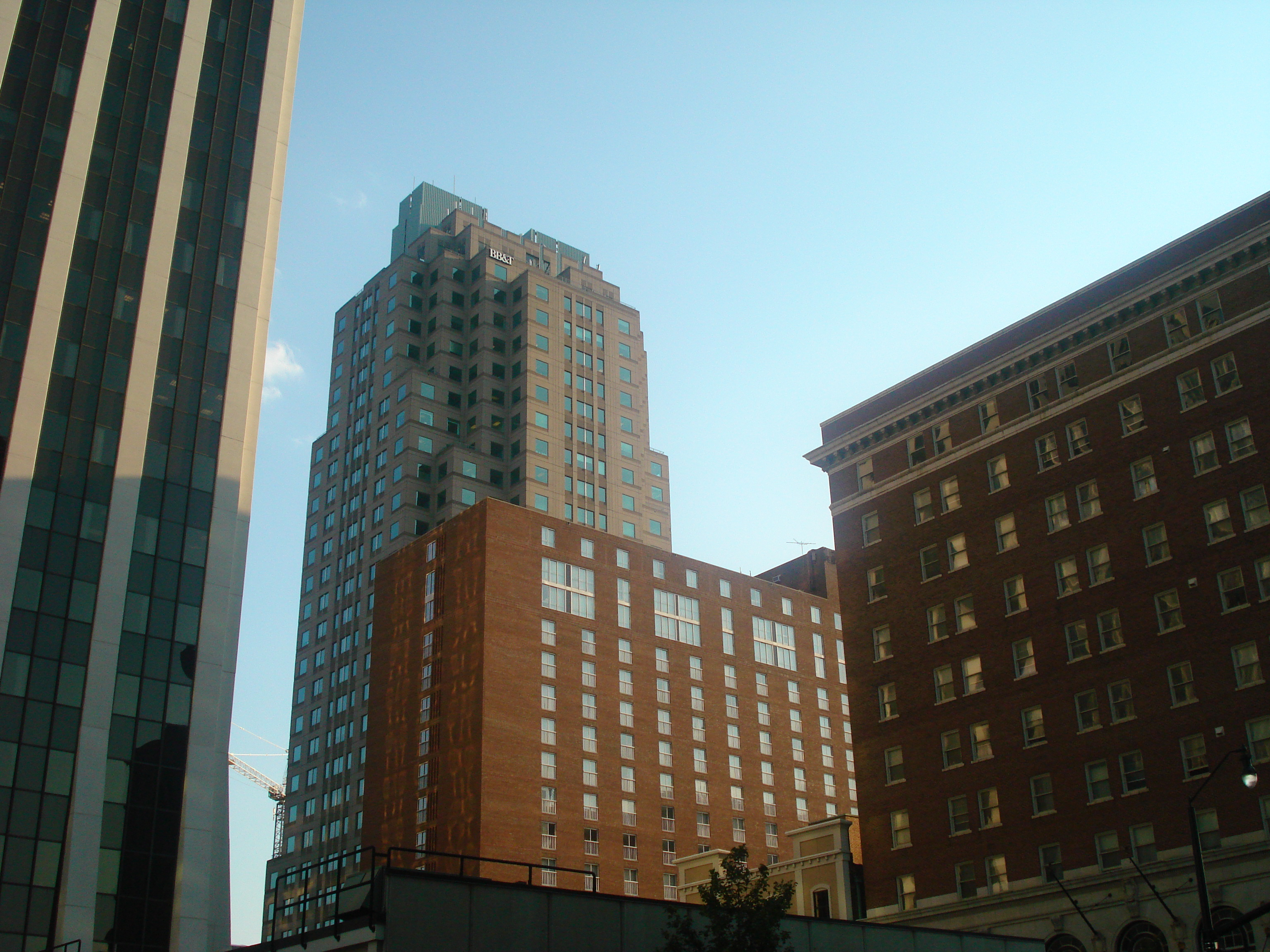
El centre de la ciutat

Segons el cens de l'any 2000, hi havia 276.093 habitants, 112.608 habitatges i 61.371 famílies residint a la ciutat. La densitat de població era de 930,2/km². Hi havia 120.699 habitatges habitats amb una densitat mitjana de 406,7/km². Pel que fa a les races, el 63,31% eren de raça blanca, el 27,80% afroamericans, el 0,36% natius americans, el 3,38% asiàtics, el 0,04% provenien de les illes del Pacífic, el 3,24% d'altres races i l'1,88% eren barreja de dues o més races. El nombre d'hispans era del 6,99% del total de la població. La població hispana continua creixent avui dia, a causa de la immigració, tant legal com il·legal.
Hi havia 112.608 habitatges dels quals un 26,5% tenien nens menors de 18 anys vivint en elles, el 39,5% eren matrimonis vivint junts, l'11,4% tenia una dona únicament, i el 45,5% no formaven famílies. En el 33,1% del total d'habitatges solament habitava una persona, i en el 6,2% hi havia vivint algú de 65 o més anys. La mediana d'habitants per llar era de 2,3 persones, mentre que les quals formaven família era de 2,9.
Per edats, el 20,9% tenien menys de 18 anys, el 15,9% de 18 a 24, el 36,6% de 25 a 44, el 18,4% de 45 a 64, i el 8,3% tenien 65 o més anys. La mediana era de 31 anys. Per cada 100 dones hi havia 98,0 homes. Per cada 100 dones majors de 18 anys, hi havia 96,6 homes.
La mediana d'ingressos d'un habitatge era de 46.612 dòlars, mentre que la mediana d'ingressos familiars era de 60.003. Els homes guanyaven una mediana de 39.248 dòlars anuals contra els 30.656 de les dones. La renda per capita de la ciutat era de 25.113 dòlars. L'11,5% de la població i el 7,1% de les famílies es trobaven per sota el llindar de la pobresa. Aproximadament 1 de cada 4 habitants de Raleigh (25,5%) sobrepassaven el 200% del llindar de pobresa. Del total de la població, un 13,8% dels menors de 18 anys i un 9,3% dels majors de 65 vivien per sota el límit de pobresa.

## Ciutats agermanades
- - Compiègne (França)
- - Hull, Anglaterra, Regne Unit
- - Kolomna (Rússia)
- - Rostock (Alemanya)

## Habitants destacats de Raleigh

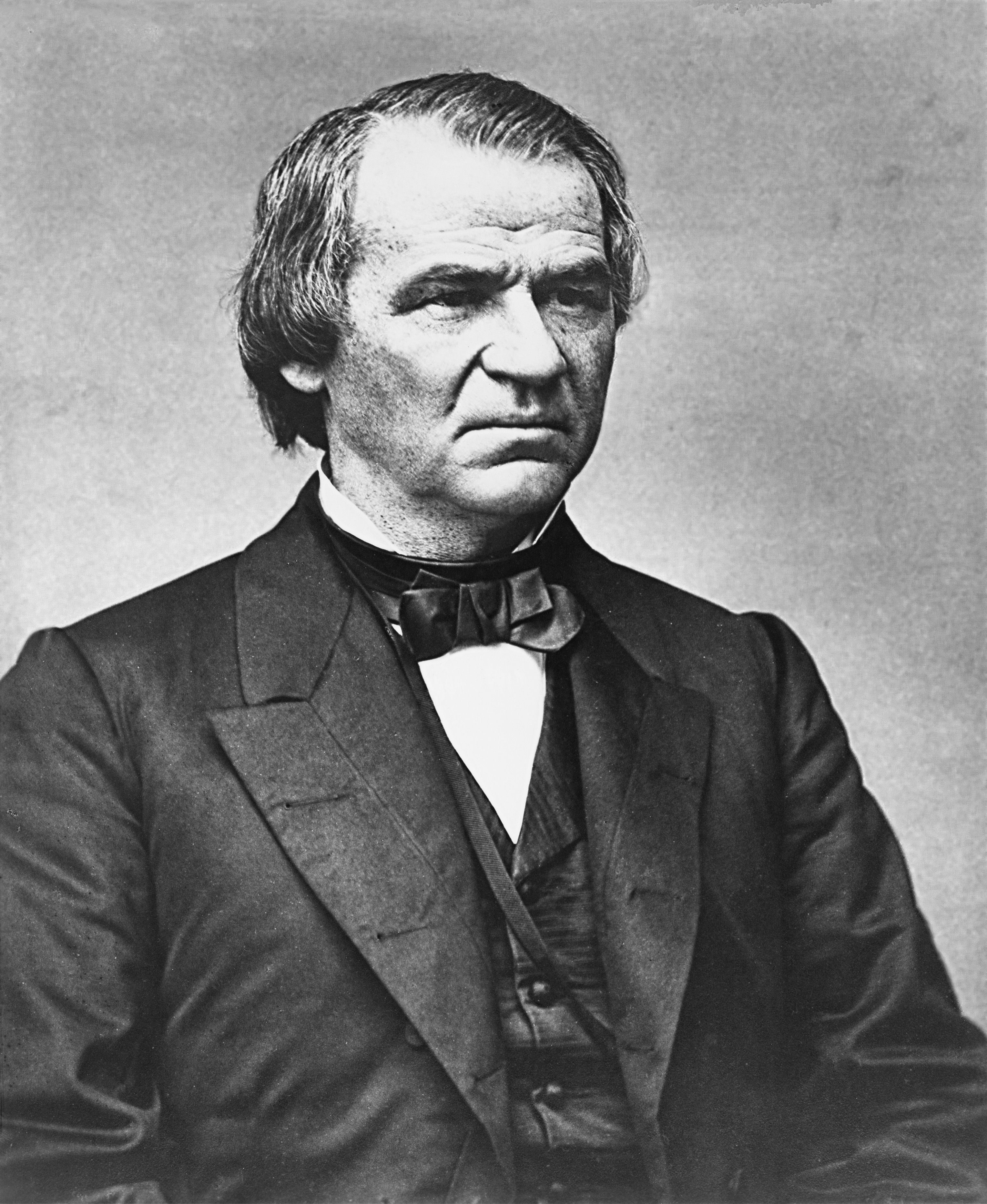
Andrew Johnson, nascut a Raleigh

- Anna Julia Haywood Cooper, historiadora i activista feminista afroamericana
- Clay Aiken, cantant
- Bill Cowher, entrenador de futbol americà
- John Edwards, Senador dels Estats Units
- Michael C. Hall, actor de la sèrie de televisió Dexter
- Justin Gatlin, atleta
- Andrew Johnson, 17è President dels Estats Units
- Marion Jones, atleta
- Brittany Kamalei Peterson, fotògrafa
- Little Brother, grup de rap
- Daniel McFadden, economista, Premi Nobel d'Economia de l'any 2000.
- Nate McMillan, entrenador de l'NBA
- Petey Pablo, cantant de rap
- Emily Procter, actriu
- Reginald VelJohnson, actor
- Evan Rachel Wood, actriu
- Alesana, grup post hardcore